# Flight 42
Pour plus de détails, voir Fiche technique et Distribution.
 Flight 42 (titre original : Flight World War II) est un film d'action, d'aventure et de science-fiction réalisé par Emile Edwin Smith, sorti en 2015. Il met en vedettes Faran Tahir, Robbie Kay et Aqueela Zoll. Le film est inspiré de Nimitz, retour vers l'enfer (The Final Countdown) de 1980 avec Kirk Douglas.

## Synopsis
Un vol commercial ordinaire, le vol 42 d’International Airlines, relie l’aéroport international de Washington-Dulles à l’aéroport de Londres-Heathrow. Au-dessus de l’océan Atlantique, le Boeing 757 rencontre une étrange tempête qui lui fait involontairement franchir une faille dans l’espace-temps. Quand il en émerge, il se retrouve au-dessus de la côte française au milieu d’une zone de guerre, lors d’un bombardement allemand. L’équipage parvient à entrer en contact avec un jeune opérateur radio britannique, Nigel Sheffield (Robbie Kay), qui leur apprend qu’ils sont revenus en 1940, pendant la Seconde Guerre mondiale. Personne ne sait comment cela s’est passé, et il faut un certain temps pour que tout le monde à bord du Boeing soit convaincu que c’est réellement arrivé. Pris dans la bataille entre les forces alliées et allemandes, le vol 42 est attaqué par des avions allemands et s’efforce d’esquiver les balles et les bombes. De plus, l’équipage et les passagers découvrent qu’ils sont dans une histoire alternative, différente de ce qu’ils connaissent. Ainsi, les soldats évacués de Dunkerque ont été exterminés. Les jets nazis Messerschmitt Me 262 et les missiles air-sol ou air-air (R4M) de la Luftwaffe sont entrés en service de manière anticipée, car dans l’histoire que nous connaissons, en 1940 ils étaient encore en cours de conception ou de test. L’équipage et les passagers vont devoir accepter leur situation et essayer d’élaborer un plan pour s’en sortir vivants et revenir à leur époque en toute sécurité, mais aussi pour inverser le cours du conflit afin qu’il se termine par la défaite des puissances de l’Axe.

## Distribution
- Faran Tahir : William Strong
- Robbie Kay : Caporal Nigel Sheffield
  - Howard Gordon : Nigel vieux
- Aqueela Zoll : Cameron Hicks
- Matias Ponce : Daniel Prentice[1]
- Alberto Barros Jr. : Hector
- Adam Blake : Adam Kruger
- David Campfield : Nathan
- Angie Teodora Dick : Briana
- Daniel Fieber : Jackson
- Vi Flaten : Theresa
- Blaine Gray : Michael
- Radmar Agana Jao : Bennett
- Erik MacRay : Officier allemand
- Daniel Mentz : Pilote allemand
- Tyler Messner : Father
- Jonathan Nation : Jon
- Mike Quirk : Dale[2]

## Sortie
Le film est sorti le 2 juin 2015 aux États-Unis.